# Sinjo bărdo
Sinjo bărdo (bulgariska: Синьо бърдо) är ett distrikt i Bulgarien.   Det ligger i kommunen Obsjtina Roman och regionen Vratsa, i den västra delen av landet, 60 km nordost om huvudstaden Sofia.